# Fim (livro)
Fim é o romance de estreia de Fernanda Torres, publicado em 2013 pela Editora Companhia das Letras. A obra retrata um grupo de cinco amigos cariocas na velhice, suas frustações e seus eventos marcantes, como festas, separações e casamentos.

## Sinopse
A obra apresenta cinco amigos:
- Álvaro, solitário, hipocondríaco e com problemas com a ex-mulher, Irene;
- Sílvio, usuário de drogas e que não larga o sexo nem na velhice;
- Ribeiro, atlético que utiliza do Viagra para manter a atividade sexual;
- Neto, o marido fiel, tido como careta;
- Ciro, um Dom Juan invejado por todos, mas que, devido a um câncer, torna-se o primeiro a morrer.[2][3]

Na órbita do grupo, entram mulheres amargas, neuróticas e sedutoras, além de um padre em crise com sua vocação.
Os protagonistas, que se conheceram no Carnaval do Rio de Janeiro na década de 1960, agora estão no extremo da vida, sem uma perspectiva maior do futuro. Há piadas, sexo e praia na narrativa de Fim, mas tudo encoberto por melancolia, trazendo uma reflexão sobre memória, identidade e envelhecimento,já que o primeiro capítulo começa com as datas da morte de cada um.

## Características
Fim cria uma forte relação entre lugar e memória, evocando lembranças passadas do convívio com o grupo dos 5 amigos de forma saudosista. Essa relação permitiu que os personagens da obra de Fernanda Torres gerassem um sentimento de identidade local e a formação de uma consciência do grupo que eles constituem ao mesmo tempo em que se acompanha a antecipação da morte e a falta de perspectiva futura. 

## Adaptação
A obra ganhou uma adaptação produzida pelo Globoplay, com Thelmo Fernandes, Bruno Mazzeo, Emilio Dantas, David Junior e Fábio Assunção. A série de 10 episódios foi lançada em 2023.

## Prêmios
Fim venceu a categoria Livro Brasileiro Publicado no Exterior do Eixo Inovação do Prêmio Jabuti no ano de 2018, com a editora Restless Books. 